# Frédéric Page
Frédéric Page (Menziken, 28 dicembre 1978) è un dirigente sportivo ed ex calciatore svizzero, di ruolo difensore, responsabile del settore giovanile dell'Aarau.

## Carriera

### Dirigente
L'8 giugno 2021 diventa il nuovo responsabile del settore giovanile dell'Aarau.